# Kościół Świętego Wawrzyńca w Rymanowie
Kościół Świętego Wawrzyńca – rzymskokatolicki kościół parafialny należący do dekanatu Rymanów archidiecezji przemyskiej.

## Historia i architektura
Świątynię w stylu barokowym rozpoczęto wznosić dzięki staraniom Józefa z Tenczyna Ossolińskiego w 1779 roku. W wydanej po raz pierwszy w 1786 r. książce pt. „Geografia albo dokładne opisanie królestw Galicyi i Lodomeryi” autorstwa hrabiego Ewarysta Andrzeja Kuropatnickiego czytamy o Rymanowie: Miasto domu hrabiów Ossolińskich; nowo wymurowanym bardzo wspaniałym z wieżami niedokończonemi kościołem i plebańskim murowanym, pięknie ozdobnym domem [sławne]. Wsławił to miasto JW. ś. p. Józef Hrabia Ossoliński, wojewoda wołyński, (...) i dług śmiertelności wypłaciwszy, w tym od siebie wymurowanym kościele kazał się pochować. Budowla została konsekrowana pod wezwaniem św. Wawrzyńca w 1788 roku, już po śmierci (w 1780 r.) swojego fundatora.

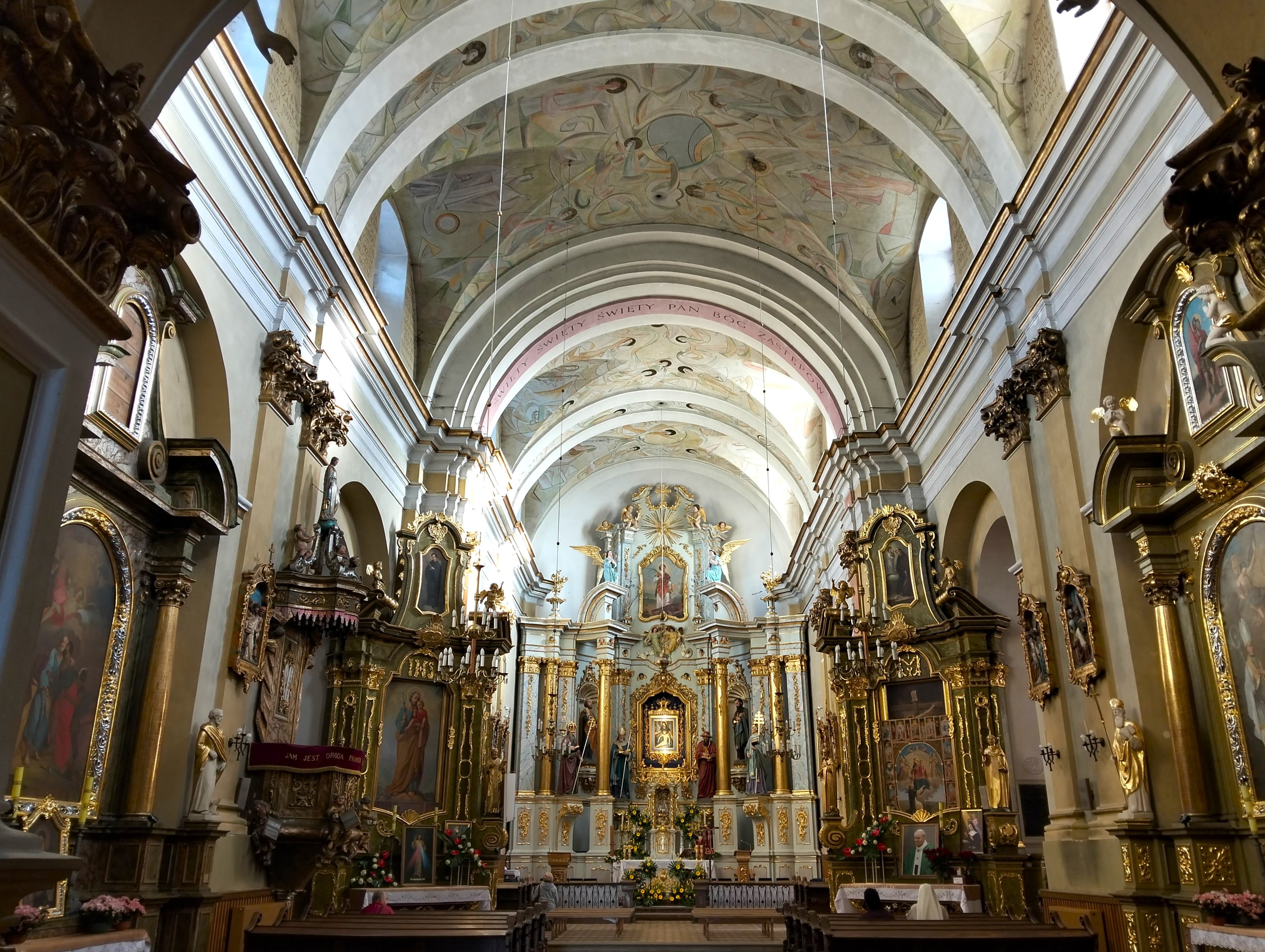
Wnętrze

W 1839 roku kościół zniszczył pożar. Odbudowany został w 1841 roku. 
We wrześniu 1944 roku podczas działań wojennych świątynia została ponownie zniszczona. Spłonął dach oraz wieża i częściowo zawaliło się sklepienie. Po wojnie świątynia została odbudowana. Wymalowana została w 1964 roku przez Stanisława Szmyca z Krakowa. Ołtarze zostały wyremontowane przez Adama Rachtana z Krakowa w latach 1967-1970.
W głównym ołtarzu jest umieszczony obraz Matki Bożej Bolesnej namalowany na desce. Według dokumentów archiwum krośnieńskiego podarował go król Władysław II Jagiełło. Biskup Wacław Hieronim Sierakowski w 1745 nazwał go słynącymi łaskami, natomiast biskup Józef Sebastian Pelczar w 1902 roku dokonał jego koronacji.
Świątynia posiada organy firmy Rieger wykonane w 1887 roku, posiadające 24 głosy. W przedsionku są umieszczone dwie figury świętych Apostołów Piotra i Pawła pochodzące ze starego kościoła w stylu rokokowym. W podziemiach znajdujący się sarkofag ze zwłokami fundatora świątyni Józefa z Tenczyna Ossolińskiego.
9 września 2004 roku doszczętnie spłonęła wieża kościoła. Na szczęście ogień nie przedostał się do świątyni. Strażakom udało się ugasić płomienie. Wieżę odbudowano.

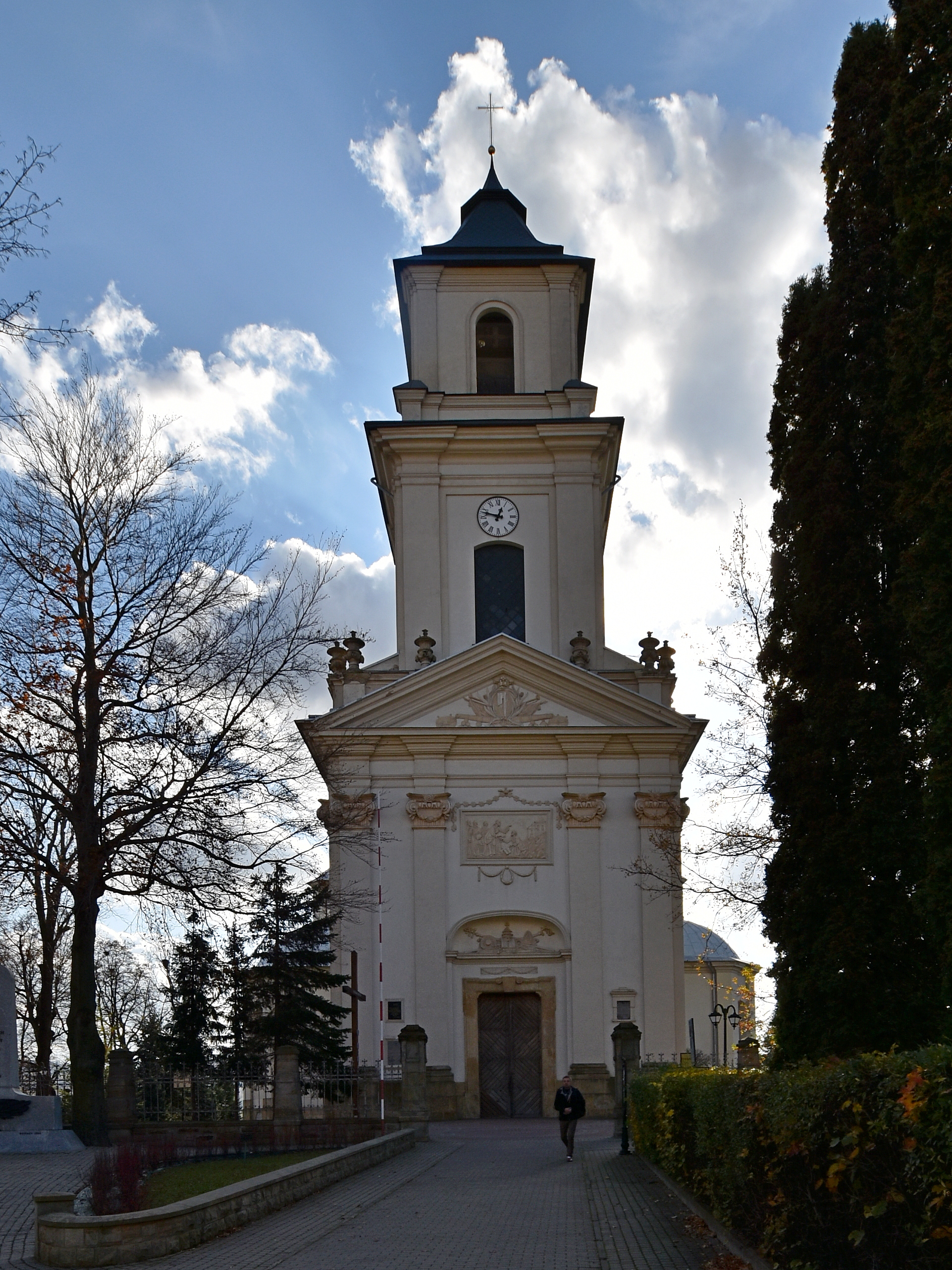
Elewacja frontowa
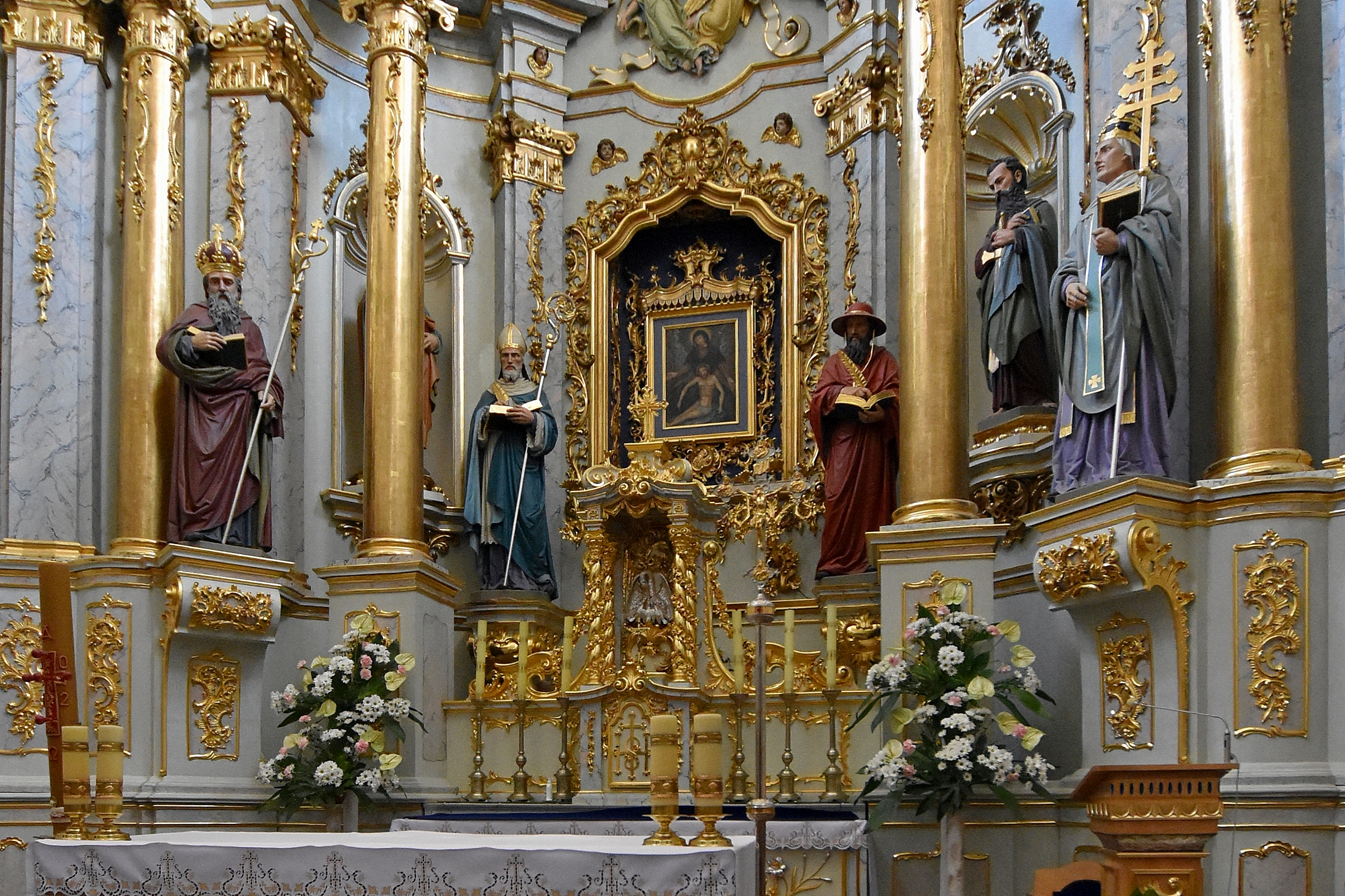
Ołtarz główny
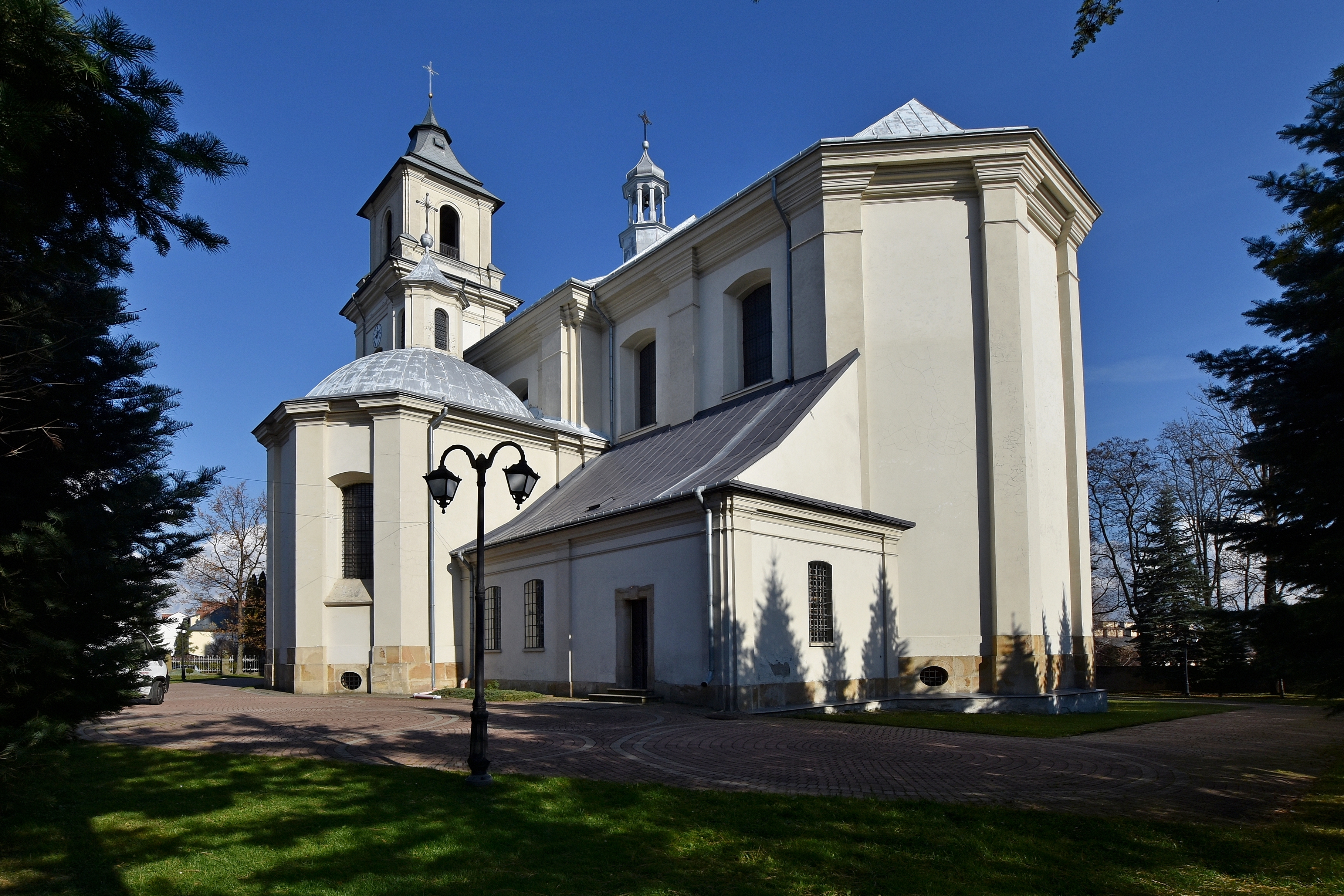
Widok od strony prezbiterium
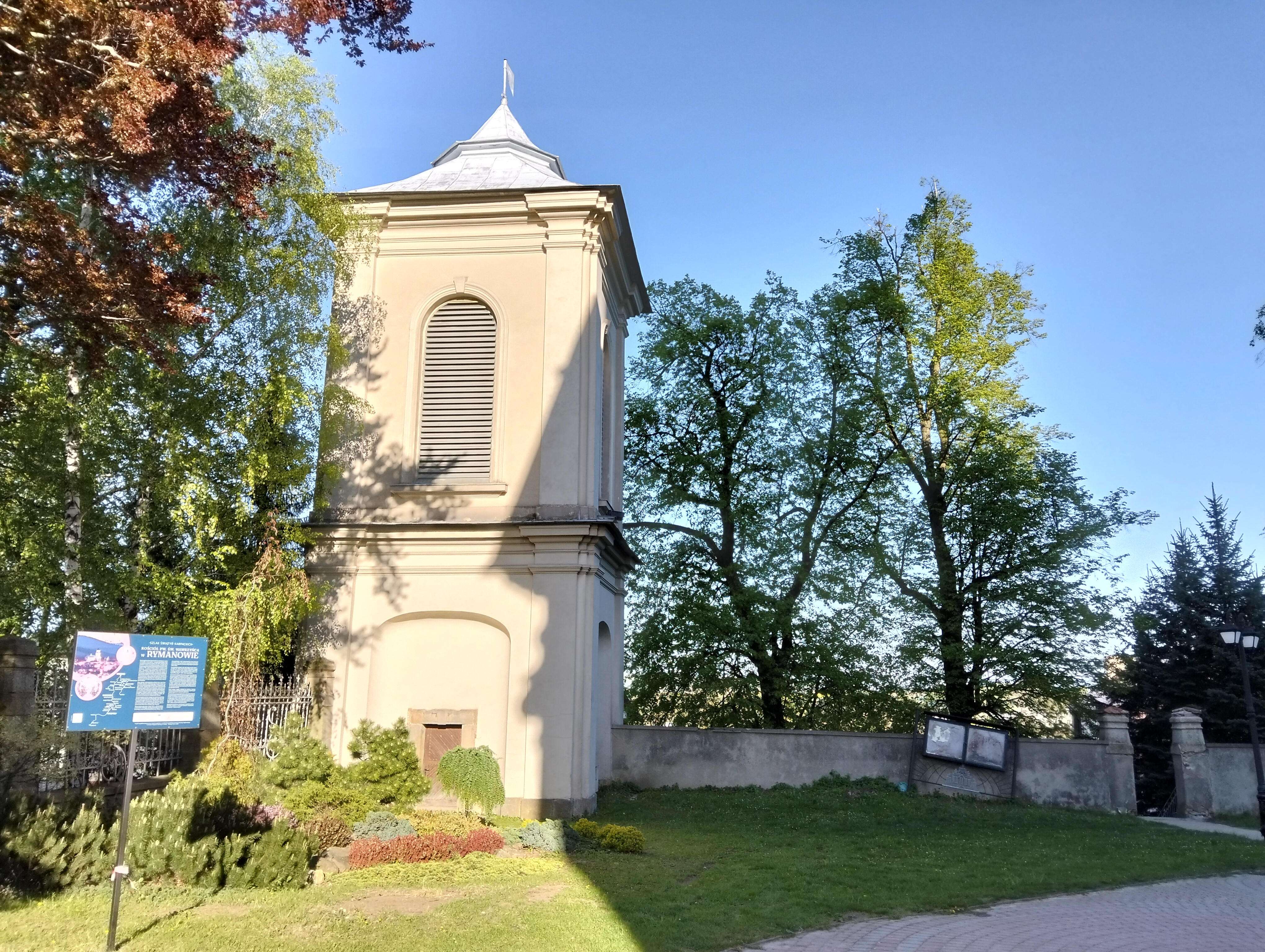
Dzwonnica